# Stefanek Gertrúd
Stefanek Gertrúd (Ózd, 1959. július 5. –) kétszeres olimpiai bronzérmes, világbajnok magyar tőrvívó.

## Pályafutása
1972 és 1977 között az Ózdi Kohász sportolója volt. 1977 és 1988 között az UTE versenyzője volt, az egyesület színeiben 1979, 1982, 1983 és 1986-ban egyéniben, 1980, 1981 és 1983-ban csapatban magyar bajnok volt. 1989-től 1993-ig a Honvéd színeiben versenyzett. 1979 és 1993 között magyar válogatott volt, mellyel egy világbajnoki címet (1987), valamint két olimpiai bronzérmet (1980, 1988) szerzett. 2006 óta a Törekvés vívó szakosztályának vezetője volt.